# 居里 (单位)

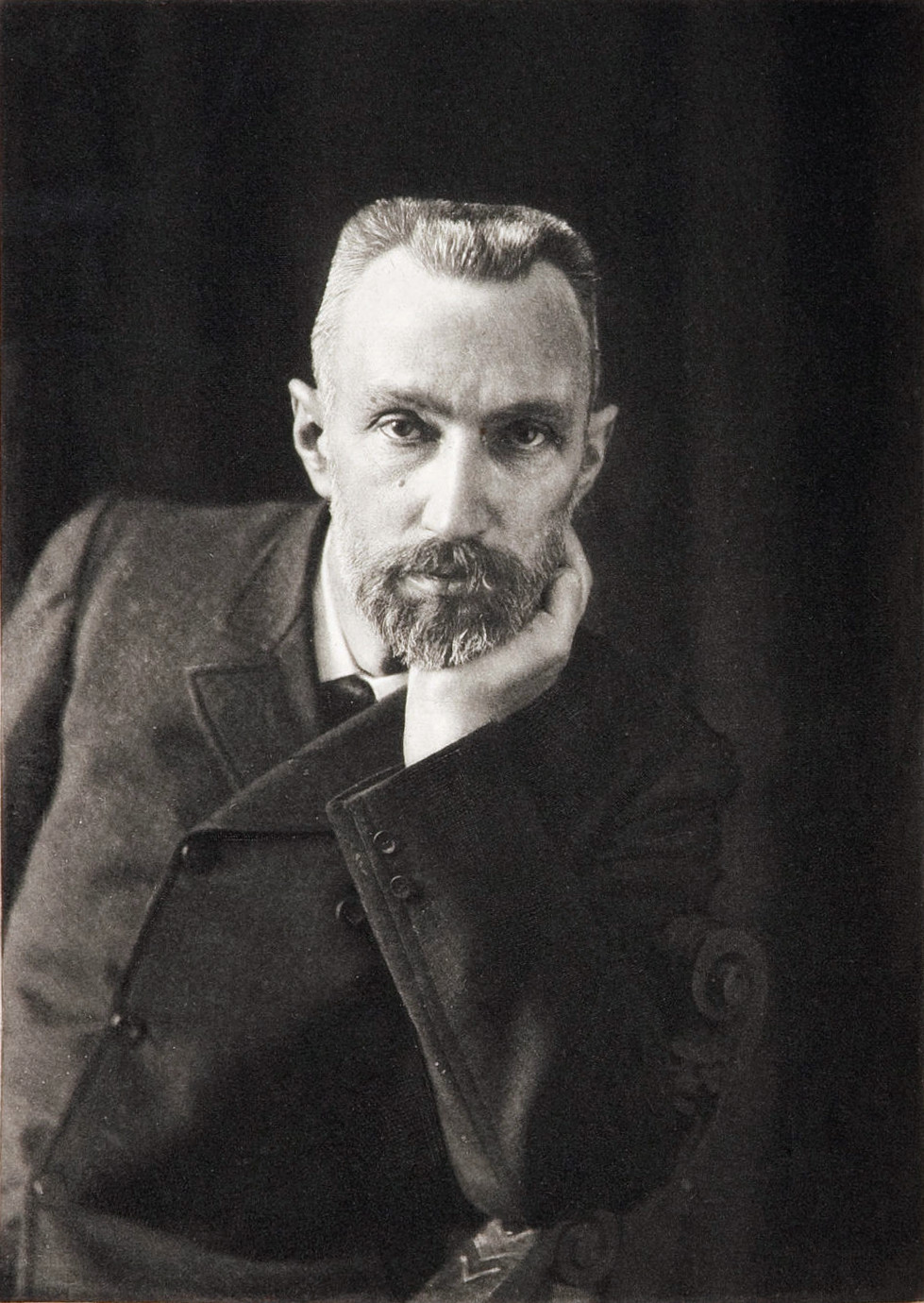
皮埃尔·居里图像

居里（英語：Curie，符号：Ci）是一個核衰變強度的非SI-單位。1910年該單位被定義，當時在一篇《自然》期刊中聲稱它是命名是紀念皮埃爾·居里，同時間也被認為是以瑪麗·居里命名，日後的文獻則認為是共同紀念兩人。
根据衰变，有：
{\displaystyle -{\frac {dN}{N}}=\lambda dt}
其中，{\displaystyle N}为粒子个数，{\displaystyle \lambda }为衰变常数。这样，可以导出辐射强度如下：
{\displaystyle A=-{\frac {dN}{dt}}=\lambda N=\lambda N_{0}e^{-\lambda t}=A_{0}e^{-\lambda t}}
定义单位时间内发生3.7×1010衰变的放射强度为1居里，其基准相当于一克的镭226放射性活度。1居里（Ci）＝3.7x1010贝克（Bq）。例如，1克的鐳226每秒能产生3.7×1010次原子核衰变，该源的放射性强度即为1居里。
换算关系为：1毫居里＝3.7×107次／秒 1微居里＝3.7×104次／秒。
目前，该单位已经被贝可勒尔替换。
1. ↑  Rutherford, Ernest. . Nature. 6 October 1910, 84 (2136): 430–431. Bibcode:1910Natur..84..430R. doi:10.1038/084430a0 .
2. ↑  Frame, Paul. . Health Physics Society Newsletter. 1996  [3 July 2015]. （原始内容存档于20 March 2012）.
3. ↑  United States Atomic Energy Commission. . 1951: 93.